# Halford (band)

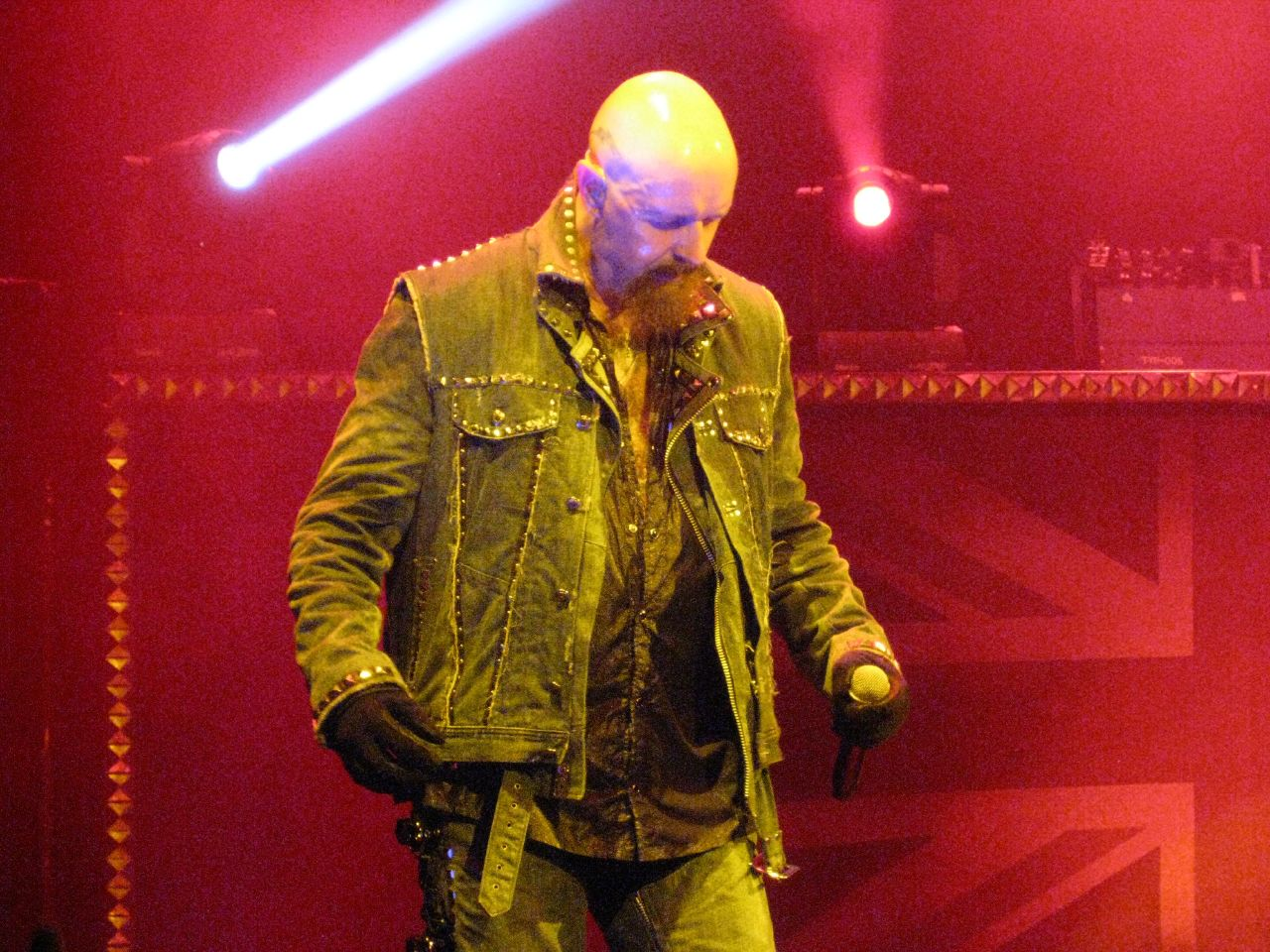
Halford in 2009

Halford is een Amerikaanse heavymetalband en soloproject van zanger Rob Halford.

## Geschiedenis
In 2000 bracht de band hun eerste cd uit, getiteld Resurrection, geproduceerd door Roy Z. Tijdens hun daaropvolgende wereldtournee stond de band op het podium van het Rock In Riofestival, een optreden voor 250.000 mensen. In 2001 werd Live Insurrection uitgebracht, een live-cd van dat optreden.
In 2002 bracht de band hun tweede studioalbum uit: Crucible. Na de terugkeer van Rob Halford naar Judas Priest in 2003 werd er een paar jaar weinig van de band vernomen. In 2006 bracht de groep weer een single uit: Forgotten Generation. In 2009 verscheen het album Halford III, in 2010 gevolgd door Halford IV.

## Bandleden
- Rob Halford - Zanger
- Metal Mike Chlasciak - Gitaar
- Roy Z - Gitaar
- Mike Davis - Bas
- Bobby Jarzombek - Drum

## Ex-bandleden
- Ray Riendeau - Bas
- Pat Lachman - Gitaar

## Discografie
- 2010: Halford IV: Made of Metal
- 2009: Halford III: Winter Songs (verschenen in 2009/2010, verschilt per land)
- 2002: Crucible
- 2001: Live Insurrection
- 2000: Resurrection